# Huletka
Huletka – laska pasterska noszona przez kobiety podczas sielankowych uroczystości dworskich w czasach stanisławowskich.